# Diputación Provincial de Madrid
La Diputación Provincial de Madrid fue una institución española, creada en 1833 y suprimida en 1983, de gobierno y administración de la provincia de Madrid. La creación de la Comunidad de Madrid, uniprovincial, supuso su disolución, pasando sus competencias y bienes a la nueva autonomía madrileña.

## Historia

Bandera oficial de la provincia de Madrid, vigente hasta 1983.

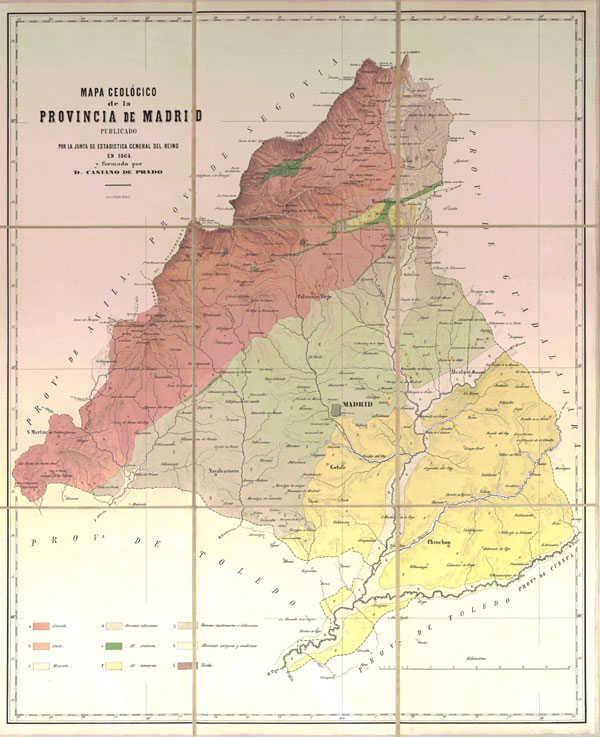
Mapa de la provincia de Madrid de Casiano del Prado.

La institución nació para asumir el gobierno y administración de la provincia de Madrid, hasta aquel momento inexistente, por decreto de 30 de noviembre de 1833.
La bandera provincial madrileña era verde.
La corporación, que había efectuado anteriormente siete cambios de sede, inauguró como sede definitiva el palacio de Borghetto el 6 de octubre de 1956.
La disposición transitoria cuarta, número 2 del Estatuto de Autonomía de la Comunidad de Madrid, establecía:
«Una vez constituidos los órganos de autogobierno comunitario, quedarán disueltos de pleno derecho los órganos políticos de la Diputación Provincial de Madrid,la cual cesará en sus funciones. La Comunidad de Madrid asumirá todas las competencias, medios y recursos que según la Ley correspondan a la Diputación Provincial de Madrid, y se subrogará en las relaciones jurídicas que se deriven de las actividades desarrolladas por aquélla».
El último pleno se celebró el 25 de abril de 1983.
El Decreto 14/83, de 16 de junio de 1983, del Consejo de Gobierno de la Comunidad, contemplaba la sustitución de los miembros de Consejos de Administración nombrados por la Diputación Provincial, y regulaba en su disposición transitoria tercera la extinción de las plazas de Cuerpos Nacionales de Administración Local adscritas a la Diputación Provincial y el cese de sus titulares.
Finalmente, el 16 de junio de 1983 en Sesión extraordinaria bajo la presidencia de César Cimadevilla Costa, se produce la disolución de pleno derecho y el cese en sus funciones de los órganos políticos de la Diputación Provincial de Madrid, así como la entrega de todos los servicios de la Diputación a la Presidencia de la Comunidad de Madrid.